# Bonasa umbellus
Il tetraone dal collare (Bonasa umbellus Linnaeus, 1766) è un tetraone di media taglia che abita le foreste comprese fra i monti Appalachi,  il Canada e l'Alaska. È l'unico rappresentante del genere Bonasa.
Il tetraone dal collare è spesso considerato una pernice; ciò è tecnicamente scorretto - le pernici non sono collegate ai Phasianidae, e durante la caccia può essere confuso con la pernice grigia, un uccello boschivo. In Kentucky e Ohio, il tetraone dal collare a volte è anche chiamato grinch, ed è inoltre l'uccello di stato della Pennsylvania.

## Descrizione

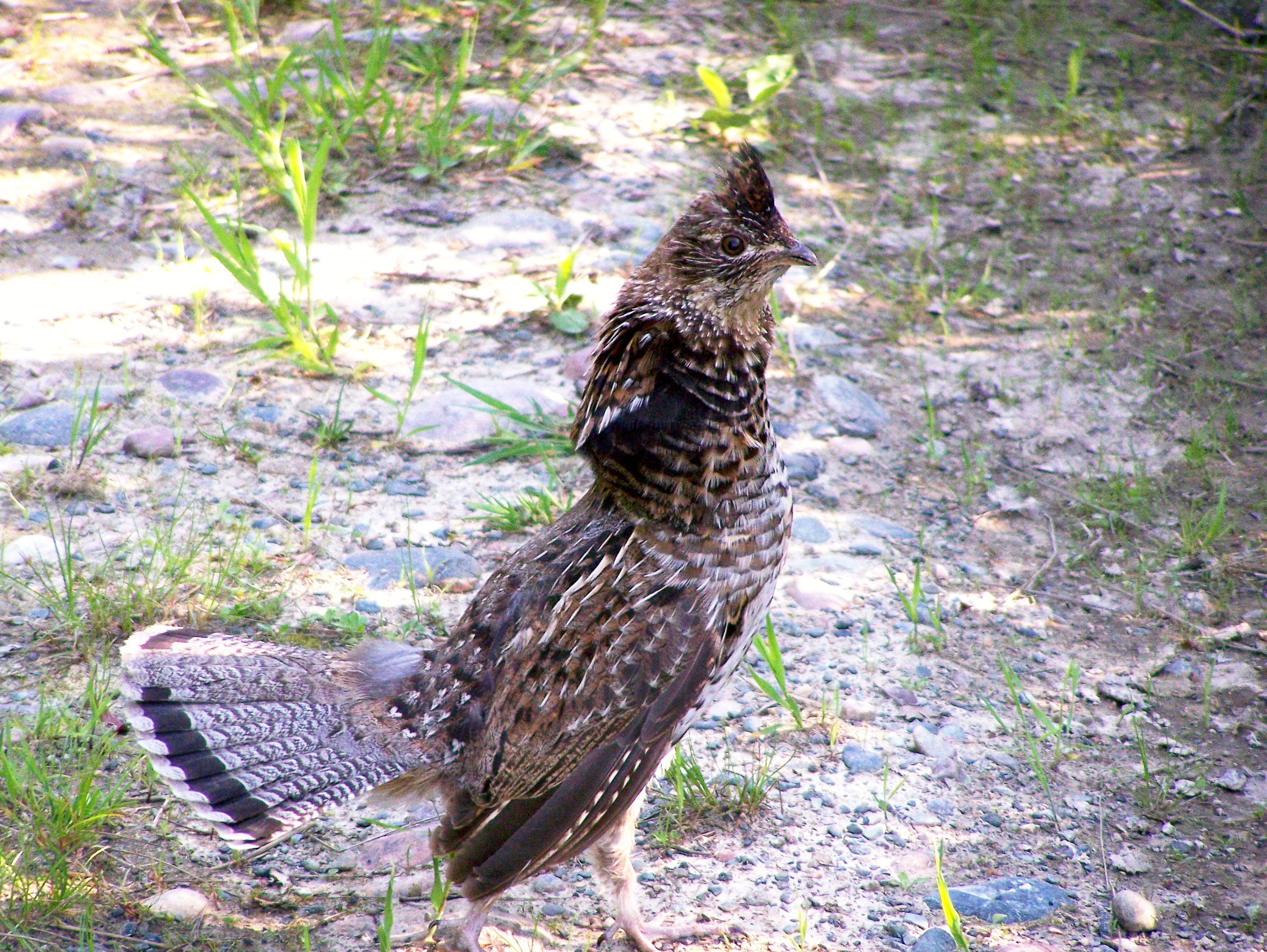
Morfismo grigio

Il tetraone dal collare ha una duplice morfismo, grigio e marrone. Nel morfismo grigio, la testa, il collo e la parte posteriore dell'uccello presentano una colorazione grigio-marrone e il petto è chiaro. Il colore bianco è maggiormente presente nella parte inferiore dell'animale e sui fianchi, e complessivamente presenta un aspetto variegato. La gola è talvolta distintamente più bianca. La coda è essenzialmente dello stesso marrone-grigio, ed una banda nera nella parte subterminale.
Nel morfismo marrone, la coda non cambia aspetto, mentre il resto del piumaggio assume una coloritura prevalentemente marrone, dando all'uccello un aspetto maggiormente uniforme; le piume chiare sono meno presenti e la coda è di un grigio intenso. Fra i due morfismi, vi sono comunque numerose forme intermedie; nelle zone con maggiore umidità e temperature più alte, il piumaggio a prevalenza marrone è generalmente più frequente.
Il tetraone dal collare presenta una gorgiera ai lati del collo, in entrambi i generi, una cresta sul capo, talvolta schiacciata. Ambo i sessi presentano gli stessi caratteri e le stesse dimensioni, rendendo difficile distinguere un esemplare maschio da una femmina. Talvolta, le femmine - a differenza dei maschi - presentano la barra nera subterminale della coda spezzata. Altro segno distintivo fra esemplari di sesso diverso è la presenza sul piumaggio della gorgiera, per le femmine, di un singolo puntino bianco, mentre la presenza di diversi punti bianchi è propria dei maschi.

## Biologia

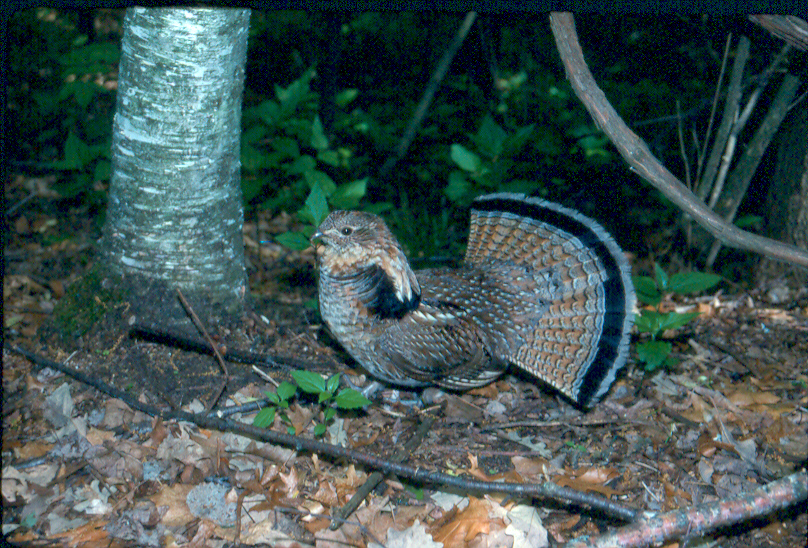
Un esemplare maschio di tetraone dal collare (foto di Don L. Johnson)

Come buona parte dei tetraoni, il bonasa umbellus spende gran parte del suo tempo a terra, e se sorpreso, vola via, sbattendo rumorosamente le ali. Boschi misti di pioppi sembrano essere particolarmente apprezzati dall'animale. 

### Alimentazione
Questi uccelli vanno alla ricerca di cibo a terra o sugli alberi; sono onnivori: mangiano germogli, foglie, semi, insetti.

### Riproduzione
Gli esemplari maschi di tetraone dal collare attraggono le femmine sbattendo con forza le ali, talvolta contro tronchi abbattuti. Il picco della stagione degli amori viene raggiunto alla fine di aprile. I nidi vengono posizionati a terra, di solito nel fitto della foresta, in depressioni del terreno vicino a tronchi o ceppi d'albero. La femmina depone da dieci a quattordici uova, covandole per ventitré giorni. Il maschio non svolge alcun ruolo parentale. Fino alla fine di settembre le femmine restano con i pulcini che si sviluppano completamente in sedici settimane.